# 蘭茲堡 (加利福尼亞州)
蘭茲堡（英語：Randsburg）是位於美國加利福尼亞州克恩縣的一個人口普查指定地區。

## 地理

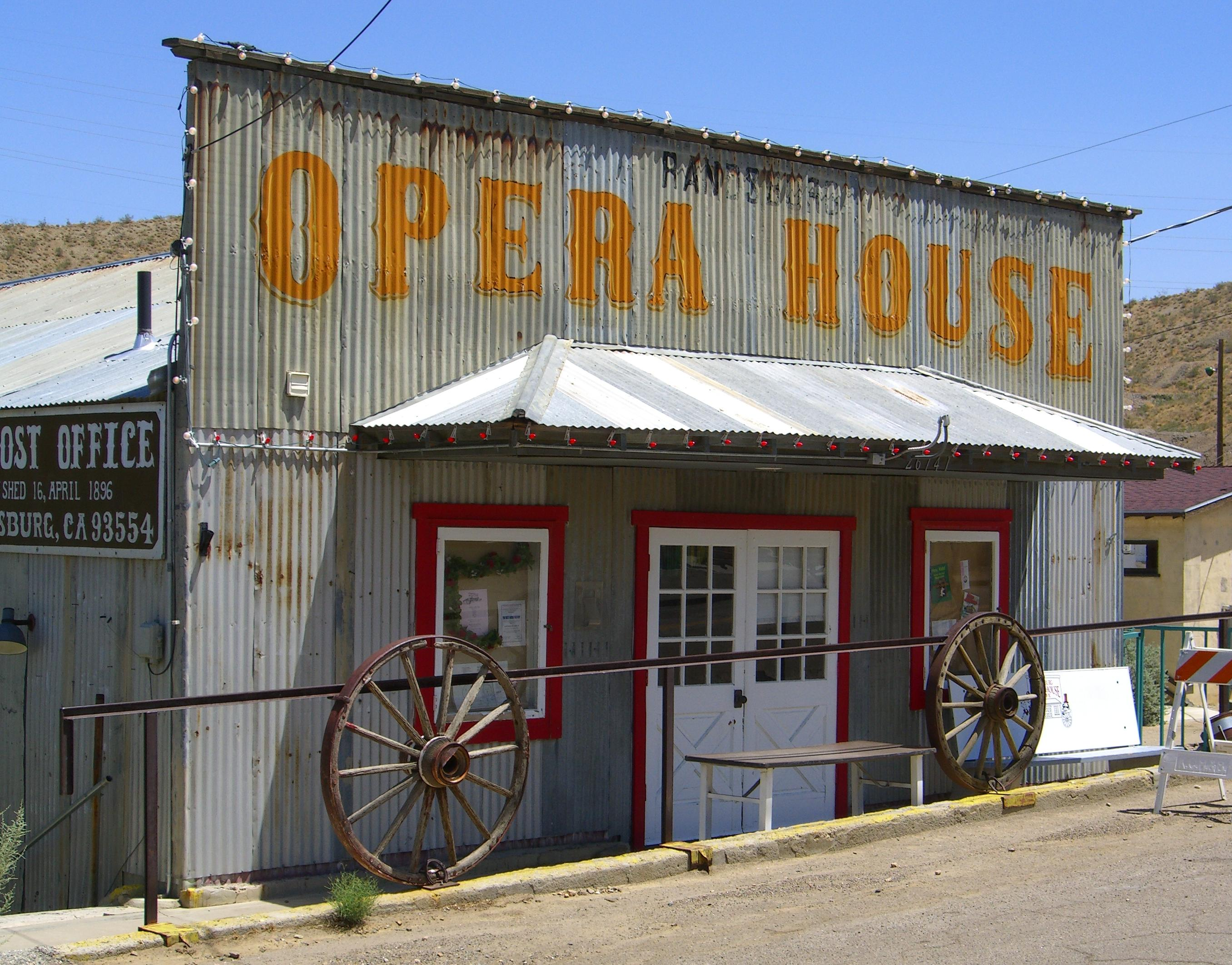

蘭茲堡的座標為35°22′07″N 117°39′29″W / 35.36861°N 117.65806°W，而該地最高點為海拔高度1068米（即3504英尺）。

## 人口
根據2010年美國人口普查的數據，蘭茲堡的面積為5.038平方千米，當中陸地面積為4.937平方千米，而水域面積為0.101平方千米。當地共有人口69人，而人口密度為每平方千米13人。

## 歷史
1895 年在蘭德礦發現黃金，並迅速形成了一個名為蘭德營的採礦營地。礦山和營地都以南非的金礦區命名。蘭德斯堡的第一家郵局於 1896 年開業。